# کبک دائوری
کبک دائوری (نام علمی: Perdix daurica) نام یک گونه از سرده کبک‌های شکم‌نعلی است که نامش را از منطقه دوریا در روسیه گرفته است.
این کبک در زمین‌های کشاورزی مناطق معتدل شرق آسیا از قرقیزستان شرقی تا جمهوری خلق چین و مغولستان تولیدمثل می‌کند.
این پرنده دانه‌خوار است اما جوجه‌ها از حشرات نیز برای دریافت پروتئین تغذیه می‌کنند.